# Gallic (navire de 1918)
Pour les articles homonymes, voir Gallic.
Le Gallic est un cargo britannique de la White Star Line. Il fait partie d'une série de 22 cargos dits de « type G », construits à la fin de la Première Guerre mondiale. Lancé en octobre 1918 dans les chantiers Workman, Clark & Co. de Belfast, il n'est terminé qu'après l'armistice, sous le nom de War Argus. Durant les mois qui suivent, il est placé sous contrôle de la White Star qui l'exploite au service du gouvernement. En août 1919, le navire n'étant plus utile est vendu à la compagnie, qui l'utilise sous le nom de Gallic sur la ligne de l'Australie, puis de l'Atlantique Nord, durant quatorze ans.
En 1933, alors que la compagnie s'apprête à fusionner avec la Cunard Line, elle se sépare d'un grand nombre de navires en surplus. Le Gallic est de ceux-ci, et est vendu à la Clan Line qui le renomme Clan Colquhoun et l'exploite elle-même pour quatorze nouvelles années, et notamment durant la Seconde Guerre mondiale. Il est ensuite vendu en 1947 puis 1949 à deux sociétés du Panama qui le nomment Ioannis Livanos puis Jenny. En 1951, il est vendu à une compagnie indonésienne qui le renomme Imam Bondjal puis Djatinegra. Enfin, en 1955, après 37 ans de service, il est retiré et vendu à des démolisseurs japonais. Il est ensuite démantelé à Hong Kong l'année suivante, après avoir manqué de couler.

## Histoire
À la fin de la Première Guerre mondiale, le gouvernement britannique met en construction de nombreux cargos d'urgence destinés à renforcer le transport de matériel destiné à servir l'effort de guerre. Le War Argus fait partie d'une série de 22 cargos qualifiés de « type G » mis en construction dans plusieurs chantiers navals britanniques. Il est ainsi lancé le 19 octobre et terminé le 12 décembre 1918. S'il appartient alors au HM Shipping Controller, il est exploité par la White Star Line dans les mois qui suivent l'armistice. Durant le conflit, la compagnie a en effet eu à gérer plusieurs navires au service du gouvernement, le plus imposant étant le paquebot Justicia, transformé en transport de troupes. 
Dès le mois d'août 1919, le navire n'est plus nécessaire au gouvernement, et la White Star le rachète, le renommant Gallic. D'autres sources mentionnent cependant un rachat survenant en janvier 1920. Ce n'est dans tous les cas pas le premier cargo de ce type acheté par la compagnie : le War Priam, devenu Bardic, a en effet rejoint sa flotte au mois de mars 1919. Un troisième de ces navires, le War Icarus, devenu le Delphic, rejoint la flotte en 1925. Durant sa carrière, le Gallic est principalement utilisé pour transporter des marchandises à destination de l'Australie. Il dessert également parfois la Nouvelle-Zélande. Cependant, lorsque le trafic se fait moins intense sur cette ligne, il arrive que le Gallic soit transféré sur l'Atlantique Nord. Durant quatorze années, le cargo connaît une carrière sans histoires
En 1933, la White Star prépare sa fusion avec la Cunard Line, sa situation économique étant précaire. Il lui faut donc se débarrasser de ses navires les moins utiles. Le Gallic est de ceux-ci, et est dans un premier temps vendu pour 53 000 livres à la Clan Line qui le renomme Clan Colquhoun. Durant quatorze années, cette nouvelle compagnie continue à l'exploiter. Durant la Seconde Guerre mondiale, le navire sert l'effort de guerre, notamment grâce à ses cales réfrigérées qui permettent de transporter de grandes quantités de vivres.
En février 1947, le navire est à nouveau vendu, cette fois-ci à une compagnie de Panama, la Zarati Steamship Co. qui le renomme Ioannis Livanos. Deux ans plus tard, il devient le Jenny, pour la Dos Oceanos Compania de Navegacion. En 1951, il est à nouveau vendu à une société indonésienne, la Djakarta Lloyd NV, qui le nomme Imam Bondjal, puis Djatinegra l'année suivante. Il la sert jusqu'en 1955, date à laquelle il est vendu à des démolisseurs japonais. Le 1er décembre 1955, alors qu'il est remorqué jusqu'à Osaka, sa salle des machines prend l'eau et le navire doit être échoué à Manille. Il est finalement renfloué l'année suivante, pour atteindre Hong Kong où il est démoli.

## Caractéristiques
Construit rapidement et dans un but purement fonctionnel, le Gallic est un cargo arborant une cheminée et deux mâts supportant les grues de chargement. Sa passerelle de navigation est la seule superstructure, située un peu en avant de la cheminée, qui porte les couleurs de la White Star (ocre brun surmonté de noir). Avec une longueur de 142 mètres sur 18, il jauge 7 914 tonneaux et dispose de six cales. Le Gallic est propulsé par deux hélices mues par deux machines alternatives à triple expansion, le propulsant à une vitesse relativement basse pour l'époque, de 12,5 nœuds. La White Star exploite deux autres cargos similaires, le Bardic puis le Delphic, qui ne diffèrent que par leur tonnage très légèrement supérieur.